# Turbulens (film)
|  | Denne artikel er oprettet af botten Steenthbot ud fra en ekstern database. Den kan derfor have sproglige fejl eller mangler. Denne skabelon kan fjernes efter kontrol af indholdet. |

Turbulens er en dansk kortfilm fra 2012 instrueret af Carina Randløv efter eget manuskript.

## Handling
På bagsædet af sin mors røde Toyota Corolla sidder Joyce. Hun er 13 år og skal flyve alene til Berlin for at besøge sin far og hans nye kæreste. En rejse der kunne være glædelig, hvis det ikke var for Joyces mor. En historie om voksne der tørrer deres uforløste følelsesliv af på børn. Og om børn der derfor bliver til små voksne.

## Medvirkende
- Christina Selden